# Harry H. Goode
Harry H. Goode (Nova Iorque, 30 de junho de 1909 — 30 de outubro de 1960) foi um engenheiro de computação e engenheiro de sistemas estadunidense.
Foi professor da Universidade de Michigan. É conhecido pela co-autoria do livro Control Systems Engineering  de 1957, uma das obras significativas diretamente relacionadas com a engenharia de sistemas.

## Harry H. Goode Memorial Award
The IEEE Computer Society yearly awards a Harry H. Goode Memorial Award for achievements in the information processing field which are considered either a single contribution of theory, design, or technique of outstanding significance, or the accumulation of important contributions on theory or practice over an extended time period, the total of which represent an outstanding contribution.
Recipients include:
- 1964 Howard Aiken
- 1965 George Stibitz and Konrad Zuse
- 1966 John Mauchly and J. Presper Eckert
- 1968 Maurice Vincent Wilkes
- 1974 Edsger W. Dijkstra
- 1975 Kenneth E. Iverson
- 1979 Herman Goldstine
- 1981 C. A. R. Hoare
- 1992 Edward S. Davidson
- 1995 Michael J. Flynn
- 1996 Leonard Kleinrock
- 1997 James Thornton
- 1998 Vishwani Agrawal
- 1999 Ahmed Sameh
- 2000 John Iliffe
- 2001 Oscar H. Ibarra
- 2002 Ian F. Akyildiz
- 2003 Peter Chen
- 2004 Edmund Clarke
- 2005 John Hopcroft
- 2006 Alan Jay Smith
- 2007 Guy L. Steele
- 2008 Dharma P. Agrawal
- 2009 Mateo Valero
- 2010 (no award given)
- 2011 Moshe Y. Vardi
- 2012 Arvind Mithal

## Publicações selecionadas
- 1944 Mathematical Analysis of Ordinary and Deviated Pursuit Curves, with Leonard Gillman, Special Devices Section, Training Division, Bureau of Aeronautics, Navy Department, 264 pp. 1944.
- 1957 Systems Engineering: An Introduction to the Design of Large-Scale Systems, with Robert Engel Machol, McGraw-Hill, 551 pp.

Artigos:
- 1945 "Service Records and Their Administrative Uses", with Abraham H. Kantrow, Leona Baumgartner, in: Am J Public Health Nations Health. 1945 October; 35(10): 1063–1069.
- 1956 "The Use of a Digital Computer to Model a Signalized Intersection", with C.H. Pollmar and J.B. Wright, in: Proceedings of Highway Research Board, vol. 35, 1956, pp. 548 – 557.
- 1957 "Survey of Operations Research and Systems Engineering", Paper presented at Conference of Engineering Deans on Science and Technology, Purdue University, September 1957.
- 1958 "Greenhouses of Science for Management", in: Management Science, Vol. 4, No. 4 (Jul., 1958), pp. 365–381.
- 1958 "Simulation: Simulation and display of four inter-related vehicular traffic intersections", with C. True Wendell, Paper presented at the 13th national meeting of the Association for Computing Machinery ACM '58.

Sobre Harry H. Goode:
- Isaac L. Auerbach, "Harry H. Goode, June 30, 1909-October 30, 1960", IEEE Annals of the History of Computing, vol. 08,  no. 3,  pp. 257–260,  Jul-Sept,  1986.
- Robert E. Machol, Harry H. Goode, System Engineer, in: Science, Volume 133, Issue 3456, pp. 864–866, 03/1961.